# Eurema adamsi
Eurema adamsi är en fjärilsart som först beskrevs av Percy I. Lathy 1898.  Eurema adamsi ingår i släktet Eurema och familjen vitfjärilar.
Artens utbredningsområde är Jamaica. Inga underarter finns listade i Catalogue of Life.